# Encalypta obtusata
Encalypta obtusata är en bladmossart som beskrevs av Jules Cardot och Brotherus 1923. Encalypta obtusata ingår i släktet klockmossor, och familjen Encalyptaceae. Inga underarter finns listade i Catalogue of Life.